# Кучерівка (Куп'янський район)
Куче́рівка — село в Україні, у Петропавлівській сільській громаді Куп'янського району Харківської області. Населення становить 704 осіб. До 2020 орган місцевого самоврядування— Петропавлівська сільська рада.

## Географія
Село Кучерівка знаходиться на лівому березі річки Гнилиця, яка через 3 км впадає в річку Оскіл. Вище за течією і на протилежному березі розташоване село Петропавлівка. До села примикають село Подоли і місто Куп'янськ. Поруч проходить автомобільна дорога Н26. На відстані 2 км знаходиться залізнична станція Заоскілля. Село оточує торф'яне болото. Поруч із селом великі відстійники.

## Історія
1864 — дата заснування.
Під час організованого радянською владою Голодомору 1932—1933 років померло щонайменше 37 жителів села.
12 червня 2020 року, відповідно до Розпорядження Кабінету Міністрів України  № 725-р «Про визначення адміністративних центрів та затвердження територій територіальних громад Харківської області», увійшло до складу Петропавлівської сільської громади.
19 липня 2020 року, в результаті адміністративно - територіальної реформи та ліквідації колишнього Куп'янського району, село увійшло до складу Куп'янського району Харківської області.
24 лютого 2022 року почалася російська окупація села.
7 лютого 2023 року окупанти обстріляли село.
7 серпня 2023 року окупанти знову обстріляли село та влучили у житловий будинок. Унаслідок чого двоє людей загинуло, а ще троє отримали поранення.

## Населення

### Мова
Розподіл населення за рідною мовою за даними перепису 2001 року:
| Мова            | Кількість | Відсоток |
| --------------- | --------- | -------- |
| українська      | 651       | 92.47%   |
| російська       | 48        | 6.82%    |
| німецька        | 2         | 0.28%    |
| румунська       | 1         | 0.14%    |
| білоруська      | 1         | 0.14%    |
| інші/не вказали | 1         | 0.15%    |
| Усього          | 704       | 100%     |

## Економіка
- Куп'янське міжрайонне підприємство з виробництва яловичини.
- АГРОПРОМЕНЕРГО, КП.

## Об'єкти соціальної сфери
- Фельдшерсько-акушерський пункт.